# Wandelroute GR7

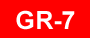
GR7-bordje

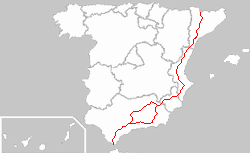
Spaanse gedeelte van GR7

De wandelroute GR7 begint op de Ballon d'Alsace in de Vogezen en loopt door Frankrijk, Andorra en Spanje naar Tarifa in Andalusië, met een vervolg op de Canarische Eilanden in de vorm van de GR131 (Canarische Eilanden). De wandelroute maakt daardoor deel uit van het Franse netwerk van Sentiers de Grande Randonnée en het Spaanse netwerk van Senderos de Gran Recorredo. De route is doorgaand gemarkeerd met wit-rode streepjes. De route is ruim 3300 km lang, waarvan ongeveer 1400 km op Frans grondgebied liggen en circa 1900 km op Spaans grondgebied.
Het Franse gedeelte is in detail te bekijken op de website GR-Infos. Het tracé in Spanje is grotendeels slechts op kaarten te vinden, maar het traject in Andalusië is gedeeltelijk in detail beschreven op enkele Engelstalige websites en in een boek. Het gedeelte op de Canarische Eilanden is in een apart gidsje beschreven.
Grote delen van de GR7 zijn opgenomen in het netwerk van Europese langeafstandswandelpaden:
- Ballon d'Alsace - Sainte-Foy (circa 250 km) in de wandelroute E5;
- Aire de Côte - Refugio Fontferra nabij Casetes Velles (circa 700 km) in de wandelroute E7;
- Refugio Fontferra - Tarifa (bijna 1500 km) in de wandelroute E4.